# The Winner's Journey
The Winner's Journey è il primo album in studio della cantante australiana Natalie Gauci, pubblicato l'8 dicembre 2007.

## Tracce
1. Here I Am – 3:46
2. Man In the Mirror – 3:50
3. Umbrella – 3:34
4. Apologize – 2:26
5. Boys in Town – 2:30
6. Crazy – 3:42
7. Running Up That Hill – 2:29
8. Orange Colored Sky – 2:25
9. How High the Moon – 2:50
10. Nobody Knows – 3:22
11. (Baby I've Got You) On My Mind – 3:14
12. Nothing Compares 2 U – 3:10
13. Feeling Good – 3:46

## Classifiche
| Classifica (2019) | Posizione massima |
| ----------------- | ----------------- |
| Australia         | 11                |